# Orthogonal-Trilogie
Die Orthogonal-Trilogie ist eine Science-Fiction-Trilogie des australischen Schriftstellers Greg Egan über ein Universum, in welchem es keine Aufteilung in eine Zeit- und drei Raumdimensionen gibt, sondern es vier fundamental gleichartige Dimensionen gibt.  Zwar beobachten die Charaktere eine Richtung als Dimension der Zeit, doch diese hängt vollständig von ihrer eigenen Bewegung ab. Die Richtung, die von einem Beobachter als Zeitdimension wahrgenommen wird, kann daher von einem anderen Beobachter als reine Raumdimension wahrgenommen werden. Mathematisch gesehen wird die Raumzeit dieses Universums durch eine Riemannsche Mannigfaltigkeit beschrieben, während unser eigenes Universum durch eine Lorentzsche Mannigfaltigkeit (ein Spezialfall einer Pseudo-riemannschen Mannigfaltigkeit) beschrieben wird.
Die Orthogonal-Trilogie besteht aus den drei Romanen The Clockwork Rocket (veröffentlicht im Jahr 2011), The Eternal Flame (veröffentlicht im Jahr 2012) und The Arrows of Time (veröffentlicht im Jahr 2013).
Die Orthogonal-Trilogie beschreibt die Bedrohung der Heimatwelt einer fremden Zivilisation durch heranrasende Meteoriten (welche eine komplett andere Richtung als Zeit wahrnehmen) und die Umsetzung eines ungewöhnlichen Planes: An Bord eines hinausfliegenden Generationenraumschiffes soll über viele Jahre hinweg die notwendige Technologie zur Abwehr entwickelt werden, während zugleich auf der Heimatwelt aufgrund von Zeitdilatation nur wenige Jahre vergehen. In unseren Universum würde dabei auf der Heimatwelt mehr Zeit vergehen (wie etwa im Science-Fiction-Film Interstellar demonstriert), daher ist der Vorzeichenwechsel in der Signatur der Metrik notwendig.
The Clockwork Rocket beschreibt den Bau und Aufbruch des Generationenschiffes Peerless und etabliert die grundlegenden Regeln der fremden Zivilisation und des anderen Universums. The Eternal Flame beschreibt die Reise der Peerless mit den gesellschaftlichen Änderungen und technologischen Entdeckungen an Bord sowie den dabei auftretenden Problemen. The Arrows of Time beschreibt die Rückreise der Peerless in die Heimatwelt und die sich durch den Kurswechsel neu eröffnende Möglichkeit des Empfangs von Nachrichten aus der eigenen Zukunft.